# Izraelske naselbine
Izraelske naselbine ali kolonije so civilne skupnosti, kjer živijo izraelski državljani, skoraj izključno judovske identitete ali etnične pripadnosti, zgrajene na območjih, ki jih je Izrael zasedel med Šestdnevno vojno leta 1967. Mednarodna skupnost meni, da so izraelske naselbine nezakonite po mednarodnem pravu, Izrael pa temu oporeka.
Izraelske naselbine trenutno obstajajo na Zahodnem bregu (vključno z vzhodnim Jeruzalemom), ki si ga Palestina lasti kot svoje ozemlje, in na Golanski planoti, ki mednarodno velja za sirsko ozemlje. Vzhodni Jeruzalem in Golanska planota sta bili efektivno priključena Izraelu, kljub nasprotovanju mednarodne skupnosti, ki zavrača kakršnokoli spremembo statusa in ju obravnava kot okupirano ozemlje. Čeprav so naselbine na Zahodnem bregu na ozemlju, ki ga upravlja izraelska vojska in ne civilno pravo, je izraelsko civilno pravo "vpeljano" v naselja, tako da so tam živeči izraelski državljani obravnavani podobno kot tisti, ki živijo v Izraelu. Na Zahodnem bregu Izrael širi svoje obstoječe naselbine in poseljuje nova območja.
Januarja 2023 je bilo na Zahodnem bregu 144 izraelskih naselbin, od tega 12 v vzhodnem Jeruzalemu. Na Zahodnem bregu je več kot 100 Izraelskih naselbin, ki so nezakonite tudi po Izraelskem zakoniku. Skupaj več kot 450.000 izraelskih naseljencev živi na Zahodnem bregu, če pri tem ne štejemo vzhodnega Jeruzalema, kjer jih živi 220.000. Na Golanski planoti živi več kot 25.000 izraelskih naseljencev. 18 izraelskih naselbin je bilo zgrajenih tudi na egiptovskem delu Sinajskega polotoka in 21 v Gazi. Po mirovnem sporazumu med Egiptom in Izraelom iz leta 1979 so bile evakuirane in demontirane vse naselbine v Egiptu. Poleg vseh naselbin v Gazi so bile kot del Izraelskega enostranskega umika iz Gaze leta 2005 demontirane tudi štiri naselbine na območju Zahodnega brega.
Izrael je vzpostavil judovske soseske v vzhodnem Jeruzalemu in v okupiranem delu Golanske planote, ki ju je Izrael priključil, zato tamkajšnjega naseljevanja Izrael ne obravnava kot naselbine. Mednarodna skupnost obravnava obe ozemlji pod izraelsko okupacijo, kraje, ki so tam ustanovljeni, pa za nezakonite naselbine. Meddržavno sodišče je v svojem svetovalnem mnenju o pregradi na Zahodnem bregu iz leta 2004 ugotovilo, da so naselbine nezakonite. Na Zahodnem bregu Izrael nadaljuje s širitvijo svojih preostalih naselbin in naseljevanjem novih območij, kljub pritisku mednarodne skupnosti, naj s tem preneha.
Premestitev civilnega prebivalstva s strani okupacijske sile na ozemlje, ki ga zaseda, je vojni zločin. Izrael zanika, da to velja za Zahodni breg. Mednarodno kazensko sodišče je 20. decembra 2019 napovedalo preiskavo v Palestini glede domnevnih vojnih zločinov. Palestinci, OIC in Združeni narodi pogosto kritizirajo prisotnost in stalno širitev obstoječih naselbin s strani Izraela ter gradnjo novih naselbin kot oviro za izraelsko-palestinski mirovni proces. Rusija, Združeno kraljestvo, Francija in Evropska unija so ponovile te kritike. Združeni narodi so večkrat podprli stališče, da izraelska gradnja naselbin pomeni kršitev Četrte ženevske konvencije. ZDA so desetletja menile, da so naselbine »nelegitimne«, dokler Trumpova administracija novembra 2019 ni spremenila tega stališča, ko je izjavila, da »ustanovitev izraelskih civilnih naselbin na Zahodnem bregu sama po sebi ni v neskladju z mednarodnim pravom.« 